# کیکوهیمه (همسر اوئه‌سوگی کاگه‌کاتسو)
کیکوهیمه (به ژاپنی: きくひめ) (زمان حیات ۱۶۰۴–۱۵۵۸ میلادی) پنجمین دختر تاکدا شینگن ار همسر غیراصلی‌اش (سوکوشیتسو) آبوراکاوا فوجین بود. نام‌های دیگر عبارتند از آکیکو گوریونین و کای گوزن. همسر اصلی اوئه‌سوگی کاگه‌کاتسو بود. او بدون بچه بیولوژیک بود.